# Зейма (озеро)
Зейма (англ. Zama Lake) — озеро на северо-западе провинции Альберта (Канада).
Озеро расположено в месте слияния рек Зейма и Хей. Общая площадь озера составляет 122,8 км², максимальная длина — 35 км, максимальная ширина — 8 км. Сток по реке Хей в Большое Невольничье озеро. Озеро является важным местом для мигрирующих водоплавающих птиц. Ежегодно на озеро Зейма и соседнее озеро Хей прилетает около 250 тысяч гусей и уток. Комплекс озёр Зейма-Хей попадает под действие Рамсарской Конвенции.
Озеро названо в честь вождя индейского племени слейви.